# André Bernard (pentathlon moderne)
Pour les articles homonymes, voir André Bernard et Bernard.
André Bernard, né le 17 novembre 1935 à Lille, est un pentathlonien français.

## Biographie
Lillois d’origine, il est incorporé en 1958 après des études à la Faculté de droit de l'université catholique de Lille et à l'Institut d'Expertise comptable de Lille. Intégré en 1958, il est admis à l'École d'infanterie de Cherchell ; il est affecté dans les Troupes de Marine avec le grade de sous-lieutenant en 1959. Il sera sacré champion de France en 1959.
Après l’Algérie et les Forces françaises en Allemagne, il rejoint le Bataillon de Joinville où il prépare les Jeux olympiques d'été de 1960 à Rome, où il terminera 42e de l'épreuve individuelle de pentathlon moderne et 15e de l'épreuve par équipes. De retour chez lui, il entre dans l’entreprise familiale de négoce nommée F.BERNARD et fils mais n’abandonne pas pour autant ses activités militaires, sportives, et associatives. Marié, père de deux enfants, il a développé et dirigé en famille un important négoce de matériaux jusqu’en 2000 et un élevage de chevaux trotteurs dont il est copropriétaire et gérant avec son frère. Lieutenant, puis capitaine après un stage à l’Ecole d’Application de l’Infanterie de Montpellier, il se spécialise quelques années plus tard dans les transports militaires au Centre d’Instruction et d’Etudes Logistiques de Metz.
Il est ensuite affecté dans le SMT de la 2e Région et promu chef de bataillon. Il est alors affecté dans le Service Militaire des Transports de la 2e Région, et promu Chef de Bataillon en 1983 (commandant).
Sur le plan sportif, il est champion de France de pentathlon moderne en 1959, International et Sélectionné Olympique en 1960. Athlète de bon niveau, quatre fois champion de France UGSEL, recordman des Flandres ASSU du lancement du disque, il accède plusieurs fois aux Championnats des Flandres de 1962 à 1965, au poids et au disque. Président de la section Athlétisme de Lambersart de 1975 à 1990, président de Zone du Lions Club International de 1985 à 1987, président du Comité Nord - Pas-de-Calais - Picardie des Joinvillais depuis 1979, il est également administrateur de l’Automobile Club du Nord, vice-président national du G.A.E.T., membre du comité de la Société des Courses du Croisé Laroche, membre fondateur d’Athanor et membre du Comité du C.R.O.S. Nord – Pas-de-Calais.
Titulaire de la médaille d’or de la Jeunesse et des Sports depuis 1990, André Bernard a été nommé chevalier de l'ordre national du mérite, au titre du Ministère de la Défense, en 1984.

## Distinctions
- Chevalier de l'ordre national du Mérite
- Médaille de la jeunesse, des sports et de l'engagement associatif, or